# چشمه سراب‌سیاه
چشمه سراب‌سیاه از جمله چشمه‌های شهرستان رستم در استان فارس است.
آب این چشمه دارای مواد معدنی است که برای معالجه امراض جلدی استفاده می‌شود.